# Franciszek Kowalski (żołnierz)
Franciszek Kowalski (ur. 2 października 1900 w Żalinowie, zm. 21 sierpnia 1920 pod Prosienicą) – strzelec Wojska Polskiego, kawaler Orderu Virtuti Militari. 

## Życiorys
Urodził się 2 października w Żalinowie, w rodzinie Franciszka i Agnieszki z Matuszczaków. Po ukończeniu szkoły powszechnej w Szymborzu pracował jako robotnik kolejowy. Od 22 czerwca do 25 listopada 1918 służył w armii niemieckiej.
27 marca 1919 został przyjęty do Armii Wielkopolskiej. Służył w 1. kompanii ciężkich karabinów maszynowych 5 pułku strzelców wielkopolskich, który później został przemianowany na 59 pułk piechoty. Wziął udział w walkach w Wielkopolsce. Na froncie polsko-bolszewickim uznany za „najdzielniejszego żołnierza kompanii”. W sierpniu 1920, podczas bitwy pod Prosienicą, doszło do krwawego starcia z cofającymi się siłami bolszewickimi, które usiłowały za wszelką cenę przerwać otaczający je pierścień wojsk polskich. Kowalski utrzymywał morderczy wprost ogień z karabinu maszynowego z bezpośredniej odległości. Trwał do ostatniej chwili na posterunku, dopóki kula nie przeszyła mu piersi. Swoją odwagą pociągnął za sobą całą linię, przechylając zwycięstwo w ostatniej chwili na naszą stronę. Za bohaterstwo w boju został odznaczony Krzyżem Srebrnym Orderu Virtuti Militari. Był kawalerem.

## Ordery i odznaczenia
- Krzyż Srebrny Orderu Virtuti Militari nr 1072[2] – 13 maja 1921[9]